# Орья (приток Буя)
Орья — река в Башкирии, протекает в Калтасинском и Янаульском районах. Впадает слева в реку Буй в 73 км от устья. Длина реки составляет 34 км, площадь водосборного бассейна 198 км².

## Данные водного реестра
По данным государственного водного реестра России относится к Камскому бассейновому округу, водохозяйственный участок реки — Буй от истока до Кармановского гидроузла, речной подбассейн реки — бассейны притоков Камы до впадения Белой. Речной бассейн реки — Кама.
Код объекта в государственном водном реестре — 10010101112111100016366.